# اشباع معنایی
اشباع معنایی (انگلیسی: Semantic satiation) یک پدیدهٔ روان‌شناختی است که طی آن تکرار یک کلمه یا عبارت باعث می‌شود تا آن کلمه یا عبارت معنای خود را به طور موقت برای شنونده از دست بدهد. در این حالت عبارات تنها به صورت اصواتی نامفهوم شنیده می‌شوند. بررسی، توجه و تحلیل ممتد (خیره شدن به عبارات برای زمانی طولانی) هم تاثیر مشابهی را ایجاد می‌کنند.